# Fischstäbchen

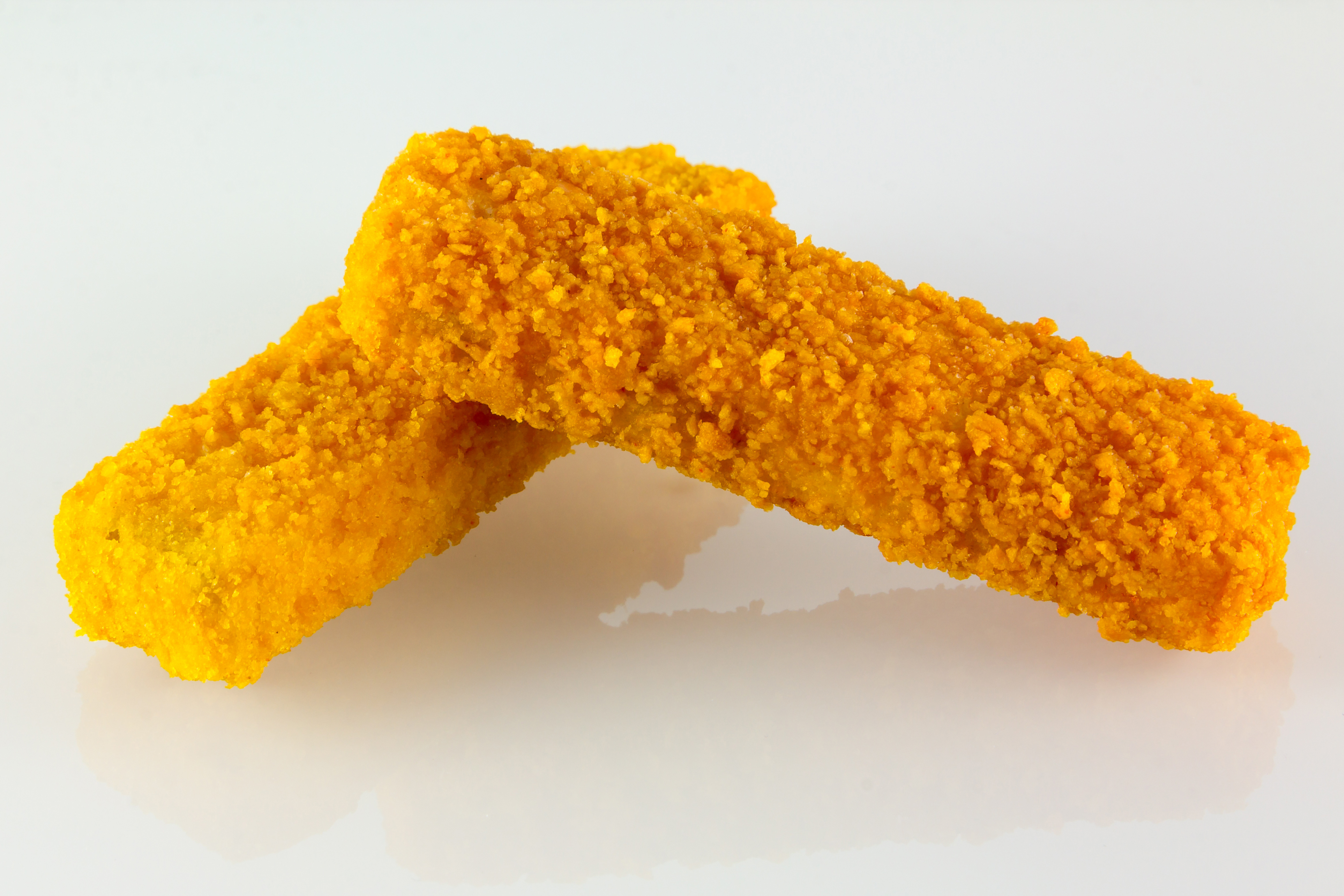
Tiefgekühlte Fischstäbchen

Fischstäbchen sind länglich-quaderförmige Fischfilets, die paniert, vorgebraten und tiefgekühlt angeboten werden.

## Geschichte
Das ursprünglich US-amerikanische Unternehmen Birds Eye (heute eine Marke von Nomad Foods mit Sitz auf den Britischen Jungferninseln, in Deutschland bekannt als Iglo) brachte Fischstäbchen im September 1955 im Vereinigten Königreich auf den Markt, wo die ersten Fischstäbchen in der Birds-Eye-Fabrik in Great Yarmouth hergestellt wurden. In der Bundesrepublik wurden 1959 in Bremerhaven die ersten Fischstäbchen von der Solo Feinfrost GmbH hergestellt. In Österreich kamen sie in den frühen 1960ern auf dem Markt.
In der DDR wurden 1969 die ersten Fischstäbchen vom VEB Fischkombinat Rostock produziert. Die in der DDR produzierten Fischstäbchen waren allerdings keine Fischstäbchen in ihrer engen technischen Definition, sondern panierte Fischportionen, da sie nicht aus gesägten Filetblöcken, sondern ausschließlich aus zerkleinertem Fischfleisch bestanden.
2012 betrug der Gesamtabsatz an Fischstäbchen in Deutschland knapp 58.000 Tonnen, 2022 rund 64.000 Tonnen. Nach Menge hatten Fischstäbchen damit einen Anteil von rund einem Viertel am Markt für Tiefkühl-Fisch. Der Pro-Kopf-Verbrauch stieg zwischen 2003 und 2017 von 19 auf 27 Stück.
2021 führte Iglo eine vegane Variante aus Reis- und Erbseneiweiß ein.

## Herstellung

### Verwendete Fischarten

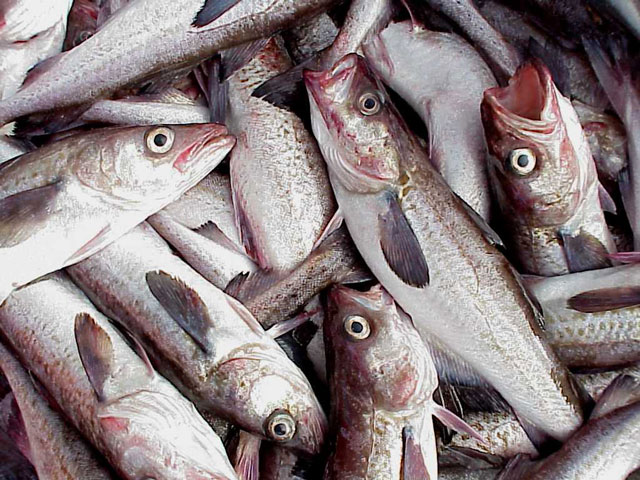
Der Fisch in Fischstäbchen ist meistens Alaska-Seelachs (Pazifischer Pollack, Gadus chalcogrammus)

Während anfangs noch Heringsfilets verwendet wurden, stammt der Fisch heute vor allem vom Pazifischen Pollack (Gadus chalcogrammus, Handelsname: Alaska-Seelachs). Daneben werden folgende Fischarten (meist Weißfisch) verwendet:
- Atlantischer Kabeljau (Gadus morhua)
- Pazifischer Kabeljau (Gadus macrocephalus)
- Köhler (Pollachius virens, Handelsname: Seelachs)
- Seehecht (Merlucciidae)
- Pangasius (Pangasianodon hypophthalmus)
- Lachs

Aufgrund der Überfischung der Bestände werden auch weitere Alternativen, wie der pazifische Hoki, in Betracht gezogen.

### Verarbeitung

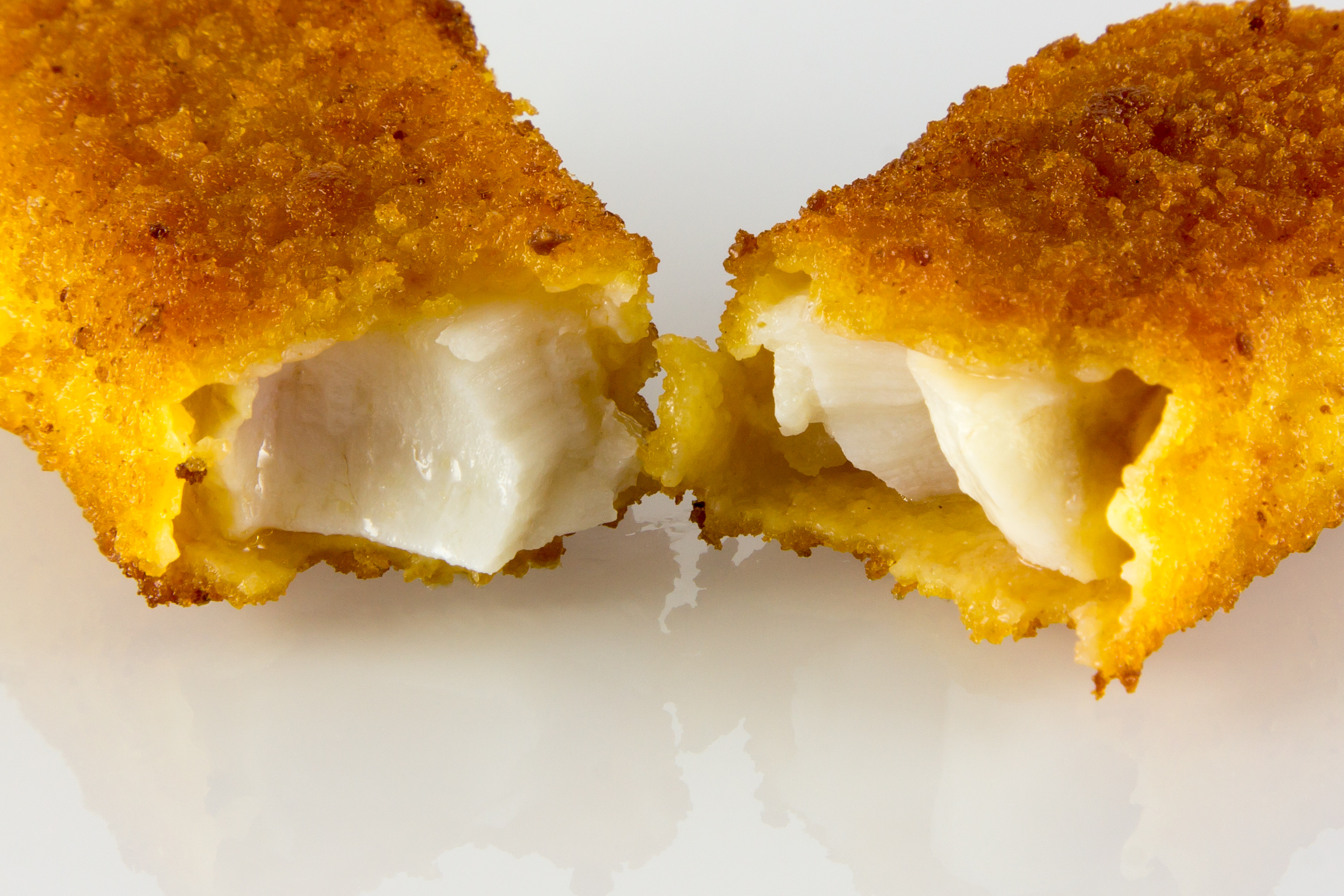
Innenleben: Fischstäbchen bestehen zum Großteil aus Fischfilet

Gemäß den Leitsätzen des Deutschen Lebensmittelbuchs enthalten Fischstäbchen mindestens 65 Prozent Fischfilet, auch in Streifen geschnitten und/oder mit bis zu 25 Prozent zerkleinertem Fischfleisch; das Gewicht des einzelnen panierten Fischstäbchens beträgt in der Regel 30 Gramm. Vorgaben zu den Abmessungen gibt es nicht.
Für die Herstellung werden meist noch an Bord des Fang-Trawlers die Fische filetiert, danach mehrmals durchleuchtet und auf Gräten kontrolliert. Die weitgehend grätenfreien Filets werden dann in flachen Platten eingefroren. Bei der Weiterverarbeitung an Land werden diese Platten zersägt und zunächst mit einer nassen Panierung umgeben, die aus Kartoffelstärke, Mehl, Gewürzen und Speisesalz besteht. Die anschließend aufgebrachte Panierung besteht meist aus mit Paprikapulver gefärbtem Semmelbröseln. Die Fischstäbchen werden danach für wenige Sekunden kurz frittiert, damit die Panierung eine trockene Kruste und aromatische Röststoffe bildet (Maillard-Reaktion), das Fischfilet im Inneren jedoch nicht auftaut. Die Farbe und Konsistenz der Panierung unterscheidet sich dabei ein wenig von Land zu Land, je nach den Erwartungen der Konsumenten.

### Varianten
Angelehnt an Form und Zubereitung klassischer Fischstäbchen gibt es verschiedene Abwandlungen auf dem Markt: So existieren Lachs-Stäbchen und „Vollkornstäbchen“ mit Weizenvollkornmehl anstelle einfachen Weizenmehls in der Nass- und Trockenpanade, Omega-3-Fischstäbchen und Fischstäbchen im Backfisch-Teigmantel. Ganz ohne Fisch kommen die äußerlich identischen Gemüse- oder Spinatstäbchen aus, die als vegane Produkte gelten. Analog zu Fleischersatzprodukten werden auch panierte Fischimitate in der Stäbchenform angeboten. Zudem gibt es Fischstäbchen, bei denen die Panierung Bio-Qualität aufweist.

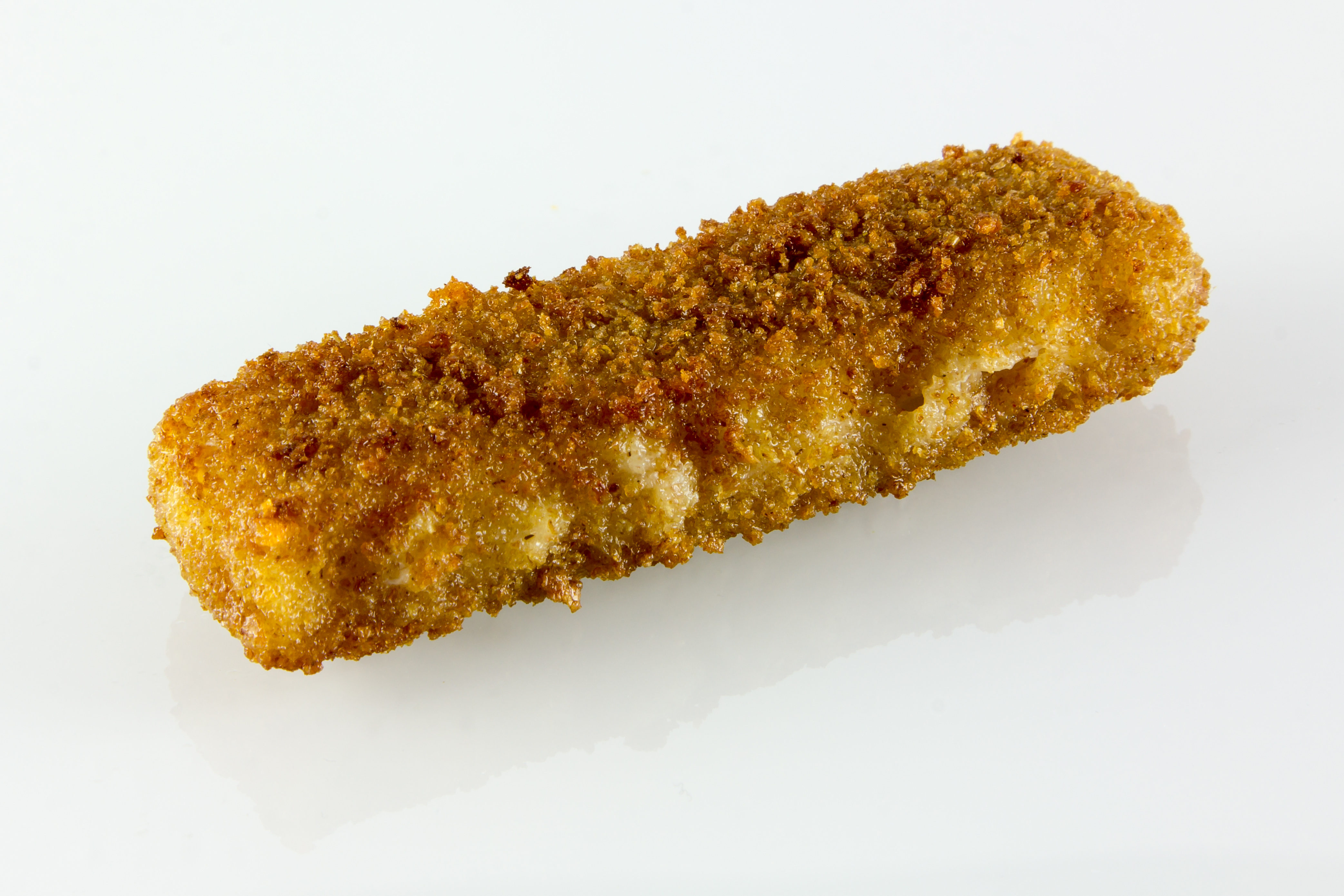
Variante „Vollkorn“
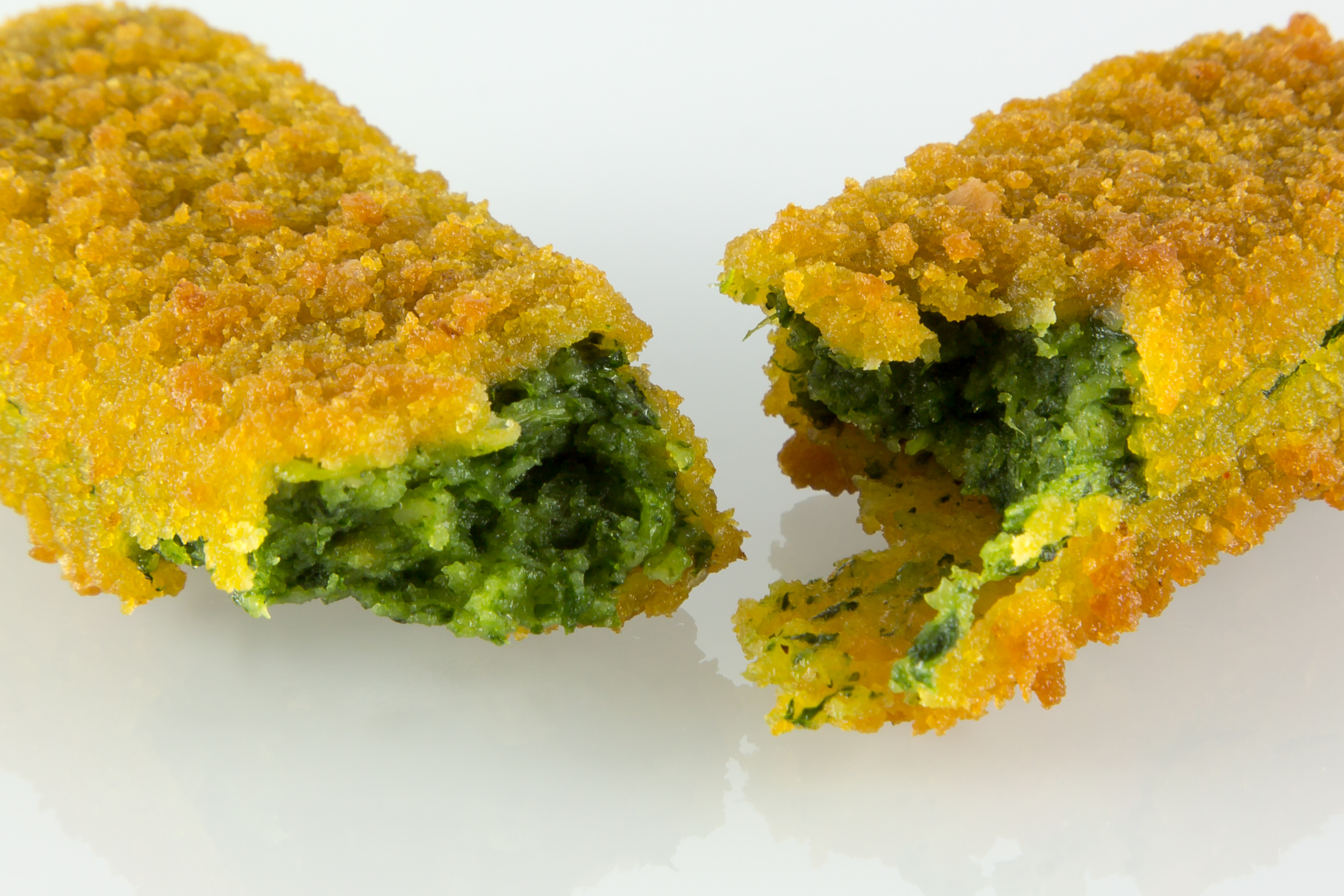
„Spinatstäbchen“ in Anlehnung an Fischstäbchen

### Nachhaltigkeit
Einige Marken werden mit dem Umweltsiegel des Marine Stewardship Council, das verantwortungsvolle Fischfangmethoden und nachhaltige Fischerei gewährleisten soll, vertrieben.
Laut Aussage des WWF weisen pflanzliche Alternativen dennoch eine bessere Ökobilanz auf. Sie verursachen eine geringere Umweltbelastung und liefern trotzdem bessere Nährwerte.

## Zubereitung
Die Zubereitung erfolgt in einer Fritteuse, einer Pfanne oder im Backofen.

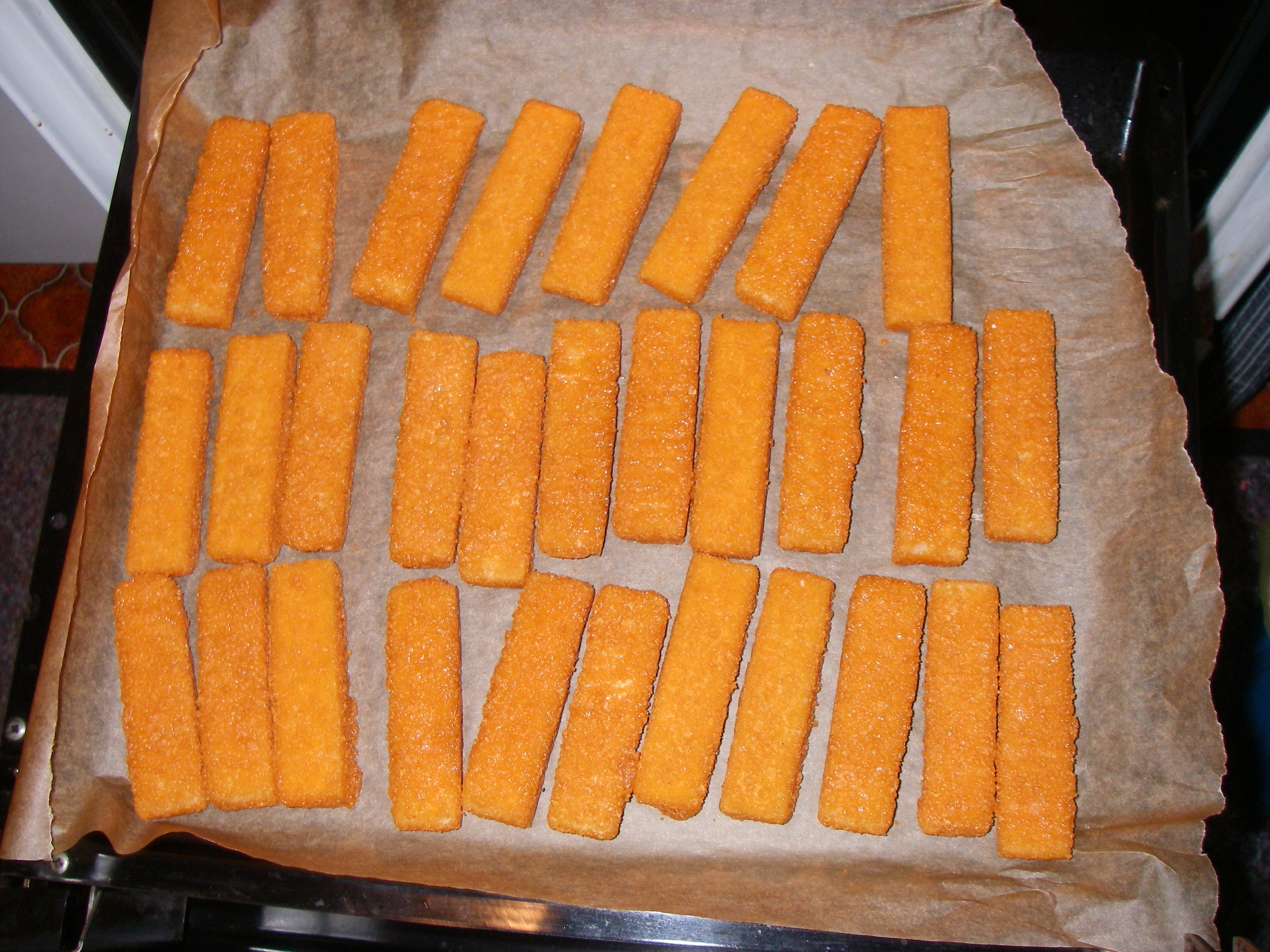
Gebackene Fischstäbchen auf Blech mit Backpapier
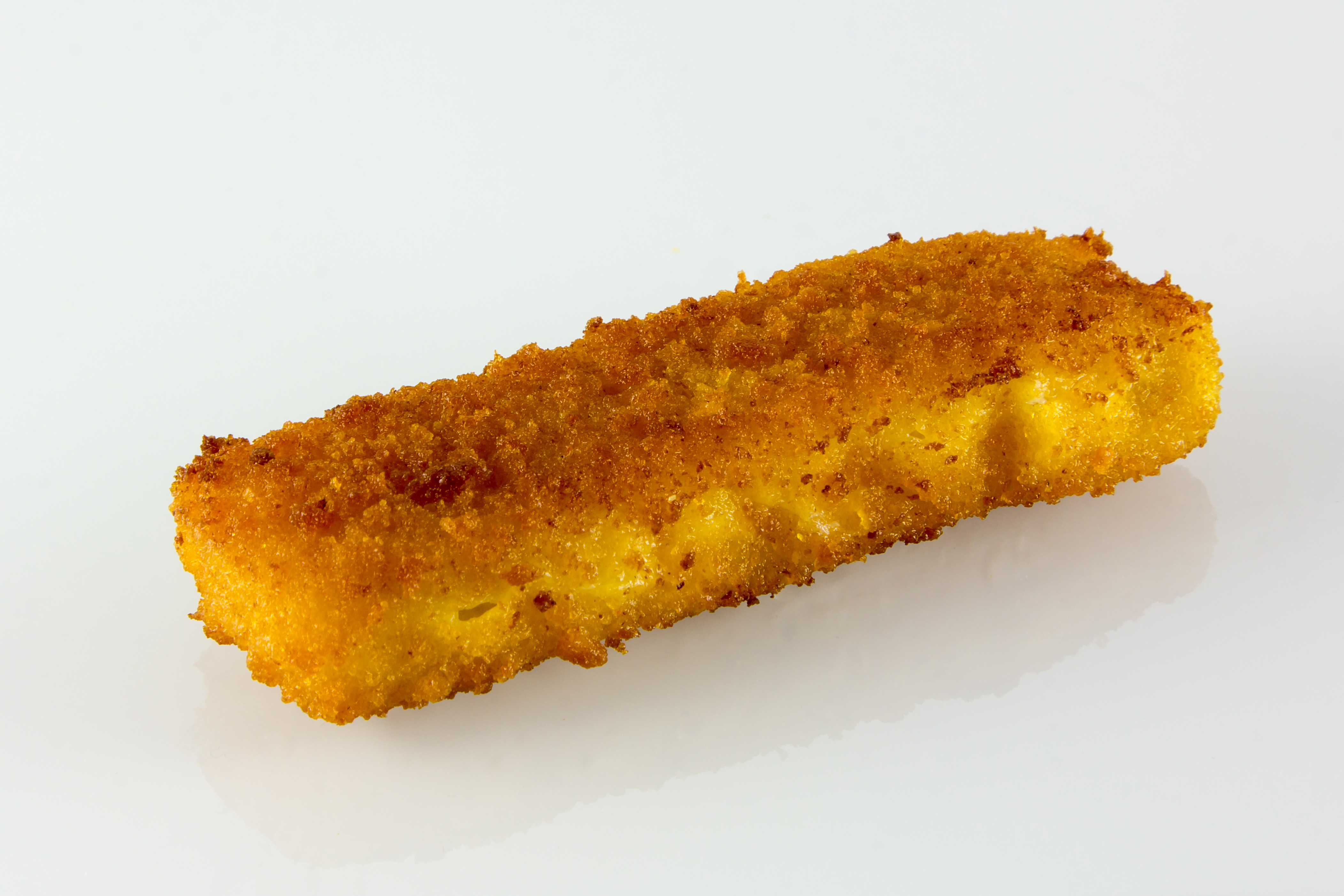
Fischstäbchen, gebraten

## Nährstoffgehalte
Ein Fischstäbchen wiegt ca. 30 g mit einem Fischanteil von 20 g. Es hat einen Energiegehalt von ca. 250 kJ (60 kcal). 100 g Fischstäbchen enthalten folgende durchschnittliche Nährwerte (am Beispiel Alaska-Seelachs): 13 g Eiweiß; 8 g Fett; 18 g Kohlenhydrate; 67 µg Iod; Vitamine B1: 110 µg, B2: 110 µg, B12: 0,8 µg; 13 µg Selen; 220 µg Kalium; 37 µg Magnesium.